# Lophoterges hoenei
Lophoterges hoenei là một loài bướm đêm trong họ Noctuidae.